# 伊斯霍伊
伊斯霍伊（丹麥語：Ishøj），丹麥西蘭島上的一座沿海城市，伊斯霍伊市镇的行政中心，位於丹麥首都哥本哈根西南部，是哥本哈根都市圈的一部分。2015年1月1日時人口為20,017人。